# Wilsberg: Die Nadel im Müllhaufen
Die Nadel im Müllhaufen ist die 60. Folge der Fernsehfilmreihe Wilsberg. Der Film basiert auf der Wilsberg-Figur von Jürgen Kehrer. Die Erstausstrahlung erfolgte am 8. September 2018 im ZDF. Regie führte Martin Enlen, das Drehbuch schrieben Sönke Lars Neuwöhner und Natalia Geb.

## Handlung
Die wohnungslose Elena Warnetzki wendet sich an Wilsberg, weil sie ihren Ex-Mann vermisst, von dem sie sich zwar vor einiger Zeit getrennt hat, mit dem sie sich aber immer noch verbunden fühlt. Als dessen Leiche am nächsten Tag von der Müllabfuhr in einem Abfallcontainer gefunden wird, nimmt die Kripo Ermittlungen auf. Warnetzki arbeitete beim Entsorgungsunternehmen Mynster Myll. Seine Leiche wurde von seinen Kollegen gefunden, bei denen er allerdings wegen seiner überkorrekten Art nicht besonders beliebt gewesen war.
Wilsberg schleust Ekki als angeblichen Haftentlassenen in einem Resozialisierungsprogramm in die Müllabfuhrkolonne ein, sehr zum Missfallen von Alex, die vorübergehend als Pressesprecherin, Personalbeauftragte und Justiziarin des Unternehmens arbeitet. Ekki und Wilsberg finden heraus, dass Klaschka, einer der Müllmänner, unter der Hand illegale Entsorgungsaufträge gegen gutes Geld durchführt. Anscheinend hat Warnetzki von diesen Praktiken erfahren und wurde daher zum Schweigen gebracht.
Der nächste illegale Entsorgungsauftrag, an dem Ekki auch teilnimmt, bezieht sich auf das heruntergewirtschaftete und nun geschlossene Farbenwerk Haussner, aus dem in Fässern gelagerter Sonderabfall in einer Sandgrube verklappt werden soll. Wilsberg findet heraus, dass Elena Warnetzki, geborene Haussner, die Schwester von Olivia Haussner ist, der aktuellen Geschäftsführerin der Haussner-Werke, und darüber hinaus, dass sie ihr Vater, von dem sie sich verstoßen glaubt, in letzter Zeit noch immer geliebt hat.
Bei der illegalen Entsorgung findet Ekki in einem der Fässer die Leiche von Elenas Vater. Anna, von Wilsberg über das illegale Entsorgungsgeschäft informiert, ist zur Stelle und nimmt Klaschka fest. Dann stellt sie Olivia zur Rede, die aussagt, dass ihr Vater zwar zwei Wochen zuvor an einem Herzinfarkt gestorben ist. Sein Tod sei jedoch verschleiert worden, um Elena um ihr Erbe zu bringen, von dem sie nichts ahnt. Dazu hat Micha, der eigentlich mit Olivia zusammen ist, sich Elenas Vertrauen erschlichen. Als am Schluss alles auffliegt, sieht er keine andere Möglichkeit mehr, als Elena umzubringen und ihren Suizid vorzutäuschen, wird dabei jedoch von einem Sondereinsatzkommando gestoppt. Auch Elenas Mann wurde von Micha deshalb umgebracht, weil er zufällig hinter dessen Doppelleben gekommen war.
Overbeck geht zu Annas Missfallen die ganze Zeit von mafiösen Hintergründen aus. Doch nachdem er sich während einer nächtlichen Gefangenschaft mit Isabell Meinecke angefreundet hat, der Chefin von Mynster Myll, entschuldigt er sich bei ihr für seinen Anfangsverdacht. Am nächsten Tag verabschiedet sich Meinecke auf einen Italien-Urlaub, offenbar schockiert über die Vorgänge in ihrem Unternehmen. Nur der Zuschauer erfährt aus einem Telefonat, das sie bei ihrer Abreise führt, dass sie tatsächlich für die Mafia arbeitet und Klaschka einer ihrer Handlanger war.

## Trivia
Der Running Gag Bielefeld erscheint zweimal: In einer Kneipe, in der sich die Müllmänner nach Feierabend treffen, hängt als Deko ein Straßenwegweiser mit der Aufschrift „Bielefeld 13 km“ an der Wand (Minute 45:09). Am Schluss stellt Isabells „Pate“ am Telefon fest, dass Münster kein gutes Pflaster für ihre Geschäfte ist und sie besser in Bielefeld tätig werden (Minute 87:50).
Während einer Szene im Mülllager läuft, deutlich erkennbar, im Hintergrund eine Ratte quer durch die Halle.
Am Ende des Films ist der „Pate“ in einer beschaulichen Szenerie zu sehen, wie er von seiner Residenz am Mittelmeer auf Neapel und den Vesuv blickt. Dabei ist bis zum Ende des Abspanns die Titelmelodie aus dem Kinofilm Der Pate des Komponisten Nino Rota zu hören.

## Rezeption

### Einschaltquote
Bei der Erstausstrahlung von Die Nadel im Müllhaufen am 8. September 2018 im ZDF wurde der Film in Deutschland von insgesamt 6,54 Millionen Zuschauern gesehen und erreichte einen Marktanteil von 25,7 Prozent.

### Kritik
Tilmann P. Gangloff meinte bei tittelbach.tv zu dieser Folge: „‚Die Nadel im Müllhaufen‘ […] ist eine amüsante Krimikomödie mit einigen Anspielungen und viel Augenzwinkern. Die Geschichte ist auf den ersten Blick nicht weiter ungewöhnlich: […] je tiefer Wilsberg im Müll wühlt, umso mehr Unrat fördert er zutage. Die besten Dialogzeilen hat Overbeck […] Und für Ekki geht ein Kindheitstraum in Erfüllung: ‚Undercover‘ heuert er bei der Müllabfuhr an.“
Die Kritiker der Fernsehzeitschrift TV Spielfilm vergaben die beste Wertung (Daumen nach oben): Sie fanden, der Film habe „Witzige Dialoge und hübsche Einfälle wie Overbecks an die ‚Star Wars‘-Müllpresse erinnernder Albtraum sowie die spitzen Geplänkel zwischen Kommissarin Anna Springer und Wilsberg machen Spaß.“
Florian Blaschke von prisma.de schrieb: „Die Nadel im Müllhaufen“ sei „sehenswert“ und „ein gewohnt sympathischer Münsterkrimi, der zwar ohne große Höhepunkte, dafür aber auch ohne große Schwächen auskommt. Und vor allem Timo Jacobs als Müllwerker ‚Klaschka‘ oder Genija Rykova als Mynstermyll-Chefin Isabell Meineke versorgen den neuesten Wilsberg mit dem nötigen Charme.“
Bei den Westfälischen Nachrichten kritisiert Johannes Loy das in dieser Wilsbergfolge „allzu klischeehafte dargestellte Ökomilieu“.
Focus online kam zu dem Urteil: „Die Nadel im Müllhaufen“ ist „ein Krimi [der] mit hohem Unterhaltungswert und sympathischen Darstellern funktioniert. Nach dem bewährten Prinzip: Wilsberg und seine Freunde sind alle irgendwie mit von der Partie, um den Verbrechern auf die Schliche zu kommen. Dummerweise übersehen sie dieses Mal etwas Wesentliches.“
Claudia Reinhard von der FAZ schrieb: „Während die Wilsberg-Macher in den letzten Jahren immer mal wieder auch ernste Töne angeschlagen haben, steht die sechzigste Folge ganz im Zeichen der Unbeschwertheit und zelebriert das Zusammenspiel des quirligen Ensembles.“ Beeindruckt ist sie von der „pointierten Stimmigkeit. Für Experimente gibt es bei ‚Wilsberg‘ keinen Anlass, die Beliebtheit der Serie gibt aber auch die Freiheit, sie durchaus zu wagen. Vielleicht beim nächsten Jubiläum.“